# Giải bóng đá Ngoại hạng Bồ Đào Nha 2024–25
Giải bóng đá Ngoại hạng Bồ Đào Nha 2024–25 (Primeira Liga 2024–25, còn được gọi là Liga Portugal Betclic vì lý do tài trợ) là mùa giải thứ 91 của Primeira Liga, giải đấu chuyên nghiệp hàng đầu dành cho các câu lạc bộ bóng đá Bồ Đào Nha và là mùa giải thứ tư với tên gọi Primeira Liga. Đây là mùa giải Primeira Liga thứ tám sử dụng trợ lý trọng tài video (VAR).
Sporting CP là đương kim vô địch, đã giành được danh hiệu thứ 20 ở mùa giải trước, và đã bảo vệ thành công danh hiệu vô địch ở vòng đấu cuối cùng.

## Các đội bóng

### Vị trí
Các đội thăng hạng từ Liga Portugal 2 2023–24 là  Santa Clara (sau một năm vắng mặt), Nacional (sau ba năm vắng mặt) và AVS (lên hạng lần đầu tiên trong lịch sử). Ba đội thay thế cho Vizela, Chaves và Portimonense (lần lượt xuống hạng sau ba năm, hai năm và bảy năm thi đấu ở giải Ngoại hạng).

### Số đội theo tỉnh
| Hạng | Tỉnh          | Số đội | Đội                                                               |
| ---- | ------------- | ------ | ----------------------------------------------------------------- |
| 1    | Braga         | 5      | Braga, Famalicão, Gil Vicente, Moreirense và Vitória de Guimarães |
| 1    | Lisbon        | 5      | Benfica, Casa Pia, Estoril, Estrela da Amadora và Sporting CP     |
| 3    | Porto         | 4      | AVS, Boavista, Porto và Rio Ave                                   |
| 4    | Faro          | 1      | Farense                                                           |
| 4    | Aveiro        | 1      | Arouca                                                            |
| 4    | Ponta Delgada | 1      | Santa Clara                                                       |
| 4    | Funchal       | 1      | Nacional                                                          |

### Sân vận động
| Đội                  | Địa điểm               | Sân vận động                                | Sức chứa | Mùa 2023–24              |
| -------------------- | ---------------------- | ------------------------------------------- | -------- | ------------------------ |
| Arouca               | Arouca                 | Arouca                                      | 5.600    | thứ 7                    |
| AVS                  | Vila das Aves          | CD Aves                                     | 6.230    | thứ 3 LP2 (thăng hạng)   |
| Benfica              | Lisbon                 | Ánh sáng                                    | 64.642   | thứ 2                    |
| Boavista             | Porto                  | Bessa                                       | 28.263   | thứ 15                   |
| Braga                | Braga                  | Braga                                       | 30.286   | thứ 4                    |
| Casa Pia             | Lisbon                 | Rio Maior*                                  | 6.925    | thứ 9                    |
| Estoril              | Estoril                | António Coimbra da Mota                     | 8.000    | thứ 13                   |
| Estrela da Amadora   | Amadora                | José Gomes                                  | 9.288    | thứ 14                   |
| Famalicão            | Vila Nova de Famalicão | 22 de Junho                                 | 5.186    | thứ 8                    |
| Farense              | Faro                   | São Luís                                    | 7.000    | thứ 10                   |
| Gil Vicente          | Barcelos               | Cidade de Barcelos                          | 12.046   | thứ 12                   |
| Moreirense           | Moreira de Cónegos     | Jogos Comendador Joaquim de Almeida Freitas | 6.150    | thứ 6                    |
| Nacional             | Funchal                | Madeira                                     | 5.200    | Á quân LP2 (thăng hạng)  |
| Porto                | Porto                  | Dragão                                      | 50.033   | thứ 3                    |
| Rio Ave              | Vila do Conde          | Arcos                                       | 5.300    | thứ 11                   |
| Santa Clara          | Ponta Delgada          | São Miguel                                  | 12.500   | Vô địch LP2 (thăng hạng) |
| Sporting CP          | Lisbon                 | José Alvalade                               | 50.095   | Vô địch                  |
| Vitória de Guimarães | Guimarães              | D. Afonso Henriques                         | 30.000   | thứ 5                    |

- Sân vận động chính thức Pina Manique không được cấp phép thi đấu.

### Nhân sự và nhà tài trợ
| Đội                  | Huấn luyện viên trưởng | Đội trưởng       | Nhà sản xuất trang phục | Nhà tài trợ              | Nhà tài trợ |
| Đội                  | Huấn luyện viên trưởng | Đội trưởng       | Nhà sản xuất trang phục | Chính                    | Khác |
| -------------------- | ---------------------- | ---------------- | ----------------------- | ------------------------ | --- |
| Arouca               | Vasco Seabra           | David Simão      | Skita                   | Construções Carlos Pinho | Danh sách - - Trước: không - Sau: Castro Electrónica, Bluetooth - Imp. exp. telem., Lda - Tay áo: không - Quần: PontoPT                |
| AVS                  | Rui Ferreira           | Guillermo Ochoa  | Adidas                  | Mercainox                | Danh sách - - Trước: Tectoave - Sau: AUTONI - Pneus e Óleos, Lda, GoDrive Rent a Car - Tay áo: GuimaGold Hotel - Quần: RE/MAX, Auditiv |
| Benfica              | Bruno Lage             | Nicolás Otamendi | Adidas                  | Emirates                 | Danh sách - - Trước: không - Sau: Sagres - Tay áo: Betano - Quần: không                                                                |
| Boavista             | Stuart Baxter          | Sebastián Pérez  | Kelme                   | không                    | Danh sách - - Trước: Cerveja Nortada - Sau: Estrella Galicia, Auditiv - Tay áo: FC Car Automóveis - Quần: không                        |
| Braga                | Carlos Carvalhal       | Ricardo Horta    | Puma                    | Moosh Bồ Đào Nha         | Danh sách - - Trước: Só Barroso - Sau: AMCO Intermediários de Crédito, Piscinas Soleo - Tay áo: Auditiv - Quần: 2045 Segurança         |
| Casa Pia             | João Pereira           | José Fonte       | Adidas                  | ESC Online               | Danh sách - - Trước: Hospital da Luz - Sau: Val Hala Mediação Imobiliária, Meltino Café - Tay áo: Silogia - Quần: Domino's             |
| Estoril              | Ian Cathro             | Eliaquim Mangala | Kappa                   | Solverde.pt              | Danh sách - - Trước: không - Sau: Gelpeixe, Volkswagen Financial Services - Tay áo: OK Mobility - Quần: không                          |
| Estrela da Amadora   | José Faria             | Miguel Lopes     | Umbro                   | Correio da Manha         | Danh sách - - Trước: Marcos Car SA - Sau: ESC Online - Tay áo: Hospital da Luz - Quần: không                                           |
| Famalicão            | Hugo Oliveira          | Enea Mihaj       | Macron                  | Placard.pt               | Danh sách - - Trước: không - Sau: Mercainox, Hyundai Motors - Tay áo: Falual Group - Quần: JMF SA, Enif Comunicação e Publicidade      |
| Farense              | Tozé Marreco           | Marco Matias     | Lacatoni                | Placard.pt               | Danh sách - - Trước: Tcars - Sau: AP Eva Senses, MSCAR - Tay áo: Aditiv - Quần: Barao Rodrigues, BF Security                           |
| Gil Vicente          | César Peixoto          | Rúben Fernandes  | Lacatoni                | GoldenPark               | Danh sách - - Trước: Barcelos - Sau: Mercainox, H.M Motor - Tay áo: LuxSteel360 - Quần: không                                          |
| Moreirense           | Cristiano Bacci        | Marcelo          | CDT                     | Placard.pt               | Danh sách - - Trước: không - Sau: không - Tay áo: JMM Group - Quần: không                                                              |
| Nacional             | Tiago Margarido        | João Aurélio     | Hummel                  | Solverde.pt              | Danh sách - - Trước: không - Sau: Cerveja Coral, Madeira tão tua - Tay áo: không - Quần: không                                         |
| Porto                | Martín Anselmi         | Diogo Costa      | New Balance             | Betano                   | Danh sách - - Trước: không - Sau: Super Bock - Tay áo: Super Bock (đấu UEFA) - Quần: không                                             |
| Rio Ave              | Petit                  | Vítor Gomes      | Puma                    | Solverde.pt              | Danh sách - - Trước: không - Sau: UZO, Confirent Rent a Car - Tay áo: không - Quần: không                                              |
| Santa Clara          | Vasco Matos            | Gabriel Batista  | Umbro                   | Lebull                   | Danh sách - - Trước: Cerveja Quinas - Sau: Açores - Tay áo: Ilha Verde Rent a Car - Quần: Hospital CUF                                 |
| Sporting CP          | Rui Borges             | Morten Hjulmand  | Nike                    | Betano                   | Danh sách - - Trước: không - Sau: Super Bock - Tay áo: Super Bock (đấu UEFA) - Q: không                                                |
| Vitória de Guimarães | Luís Freire            | Bruno Varela     | Macron                  | Placard.pt               | Danh sách - - Trước: NorteCar - Sau: UZO, GuimarãeShopping - Tay áo: Chanceplus - Quần: MOOD Imobiliária                               |

### Thay đổi huấn luyện viên
| Đội                  | HLV ra đi               | Lý do                    | Ngày ra đi | Vị trí trên BXH | HLV đến                  | Ngày ký    | Tk.           |
| -------------------- | ----------------------- | ------------------------ | ---------- | --------------- | ------------------------ | ---------- | ------------- |
| Porto                | Sérgio Conceição        | Từ chức                  | 24/5/2024  | Trước mùa giải  | Vítor Bruno              | 6/6/2024   | [ 3 ] [ 4 ]   |
| Braga                | Rui Duarte              | Hết quản lý tạm thời     | 24/5/2024  | Trước mùa giải  | Daniel Sousa             | 24/5/2024  | [ 5 ]         |
| Braga                | Daniel Sousa            | Sa thải                  | 11/8/2024  | thứ 8           | Carlos Carvalhal         | 12/8/2024  | [ 6 ] [ 7 ]   |
| Gil Vicente          | Tozé Marreco            | Từ chức                  | 8/8/2024   | thứ 18          | Bruno Pinheiro           | 9/8/2024   | [ 8 ]         |
| Benfica              | Roger Schmidt           | Sa thải                  | 1/9/2024   | thứ 7           | Bruno Lage               | 5/9/2024   | [ 9 ]         |
| Estrela da Amadora   | Filipe Martins          | Từ chức                  | 22/9/2024  | thứ 17          | José Faria               | 23/9/2024  | [ 10 ]        |
| Farense              | José Mota               | Thỏa thuận               | 24/9/2024  | thứ 18          | Tozé Marreco             | 25/9/2024  | [ 11 ]        |
| Arouca               | Gonzalo García          | Thỏa thuận               | 28/10/2024 | thứ 14          | Vasco Seabra             | 29/10/2024 | [ 12 ]        |
| Rio Ave              | Luís Freire             | Sa thải                  | 5/11/2024  | thứ 14          | Petit                    | 6/11/2024  | [ 13 ]        |
| Sporting CP          | Ruben Amorim            | Ký bởi Manchester United | 11/11/2024 | thứ nhất        | João Pereira             | 11/11/2024 | [ 14 ]        |
| AVS                  | Vítor Campelos          | Sa thải                  | 12/11/2024 | thứ 13          | Daniel Ramos             | 15/11/2024 | [ 15 ]        |
| Famalicão            | Armando Evangelista     | Sa thải                  | 2/12/2024  | thứ 8           | Ricardo Silva (tạm thời) | 3/12/2024  | [ 16 ]        |
| Famalicão            | Ricardo Silva (quản lý) | Hết quản lý tạm thời     | 3/12/2024  | thứ 8           | Hugo Oliveira            | 10/12/2024 | [ 17 ]        |
| Sporting CP          | João Pereira            | Sa thải                  | 25/12/2024 | thứ 2           | Rui Borges               | 26/12/2024 | [ 18 ] [ 19 ] |
| Vitória de Guimarães | Rui Borges              | Ký bởi Sporting CP       | 26/12/2024 | thứ 6           | Daniel Sousa             | 26/12/2024 | [ 20 ]        |
| Porto                | Vítor Bruno             | Sa thải                  | 20/1/2025  | thứ 3           | José Tavares (quản lý)   | 20/1/2025  | [ 21 ] [ 22 ] |
| Porto                | José Tavares            | Hết quản lý tạm thời     | 27/1/2025  | thứ 3           | Martín Anselmi           | 27/1/2025  | [ 23 ]        |
| Boavista             | Cristiano Bacci         | Từ chức                  | 8/2/2025   | thứ 18          | Lito Vidigal             | 9/2/2025   | [ 24 ]        |
| AVS                  | Daniel Ramos            | Sa thải                  | 13/2/2025  | thứ 13          | Rui Ferreira             | 16/2/2025  | [ 25 ]        |
| Gil Vicente          | Bruno Pinheiro          | Sa thải                  | 18/2/2025  | thứ 14          | José Pedro Pinto         | 20/2/2025  | [ 26 ]        |
| Moreirense           | César Peixoto           | Sa thải                  | 24/2/2025  | thứ 10          | Cristiano Bacci          | 28/2/2025  | [ 27 ]        |
| Boavista             | Lito Vidigal            | Sa thải                  | 6/4/2025   | thứ 18          | Jorge Couto (quản lý)    | 6/4/2025   | [ 28 ]        |
| Boavista             | Jorge Couto             | Hết quản lý tạm thời     | 13/4/2025  | thứ 18          | Stuart Baxter            | 13/4/2025  | [ 29 ]        |

## Bảng xếp hạng

### Bảng xếp hạng
| VT | Đội                  | ST | T  | H  | B  | BT | BB | HS  | Đ  | Giành quyền tham dự hoặc xuống hạng         |
| -- | -------------------- | -- | -- | -- | -- | -- | -- | --- | -- | ------------------------------------------- |
| 1  | Sporting CP (C)      | 34 | 25 | 7  | 2  | 88 | 27 | +61 | 82 | Tham dự vòng đấu hạng Champions League      |
| 2  | Benfica              | 34 | 25 | 5  | 4  | 84 | 28 | +56 | 80 | Tham dự vòng loại thứ ba Champions League   |
| 3  | Porto                | 34 | 22 | 5  | 7  | 65 | 30 | +35 | 71 | Tham dự vòng đấu hạng Europa League         |
| 4  | Braga                | 34 | 19 | 9  | 6  | 55 | 30 | +25 | 66 | Tham dự vòng loại thứ hai Europa League     |
| 5  | Santa Clara          | 34 | 17 | 6  | 11 | 36 | 32 | +4  | 57 | Tham dự vòng loại thứ hai Conference League |
| 6  | Vitória de Guimarães | 34 | 14 | 12 | 8  | 47 | 37 | +10 | 54 |                                             |
| 7  | Famalicão            | 34 | 12 | 11 | 11 | 44 | 39 | +5  | 47 |                                             |
| 8  | Estoril              | 34 | 12 | 10 | 12 | 48 | 53 | −5  | 46 |                                             |
| 9  | Casa Pia             | 34 | 12 | 9  | 13 | 39 | 44 | −5  | 45 |                                             |
| 10 | Moreirense           | 34 | 10 | 10 | 14 | 42 | 50 | −8  | 40 |                                             |
| 11 | Rio Ave              | 34 | 9  | 11 | 14 | 39 | 55 | −16 | 38 |                                             |
| 12 | Arouca               | 34 | 9  | 11 | 14 | 35 | 49 | −14 | 38 |                                             |
| 13 | Gil Vicente          | 34 | 8  | 10 | 16 | 34 | 47 | −13 | 34 |                                             |
| 14 | Nacional             | 34 | 9  | 7  | 18 | 32 | 50 | −18 | 34 |                                             |
| 15 | Estrela da Amadora   | 34 | 7  | 8  | 19 | 24 | 50 | −26 | 29 |                                             |
| 16 | AVS (O)              | 34 | 5  | 12 | 17 | 25 | 60 | −35 | 27 | Tham dự play-off trụ hạng                   |
| 17 | Farense (R)          | 34 | 6  | 9  | 19 | 25 | 46 | −21 | 27 | Xuống hạng Liga Portugal 2                  |
| 18 | Boavista (R)         | 34 | 6  | 6  | 22 | 24 | 59 | −35 | 24 | Xuống hạng Liga Portugal 2                  |

1. ↑  Đội vô địch Taça de Portugal 2024–25 (Sporting) sẽ đủ điều kiện tham dự vòng đấu hạng Europa League. Vì Sporting đã đủ điều kiện tham dự Champions League nên suất tham dự Europa League này sẽ thuộc về đội đứng thứ 3.
2. 1 2  Đối đầu: Rio Ave 1–0 Arouca, Arouca 1–1 Rio Ave.
3. 1 2  Đối đầu: Gil Vicente 2–1 National, National 0–3 Gil Vicente.
4. 1 2  Đối đầu: AVS 0–0 Farense, Farense 0–1 AVS.

### Vị trí theo vòng
Bảng liệt kê vị trí của các đội sau mỗi vòng thi đấu. Để duy trì các diễn biến theo trình tự thời gian, bất kỳ trận đấu bù nào (vì bị hoãn) sẽ không được tính vào vòng đấu mà chúng đã được lên lịch ban đầu, mà sẽ được thêm vào vòng đấu diễn ra ngay sau đó.
- a : còn 1 trận chưa thi đấu

| Đội ╲ Vòng  | 1      | 2  | 3  | 4  | 5  | 6  | 7  | 8   | 9   | 10  | 11  | 12  | 13  | 14  | 15 | 16 | 17 | 18 | 19 | 20 | 21 | 22 | 23 | 24  | 25  | 26  | 27 | 28 | 29 | 30 | 31 | 32 | 33 | 34 |    |
| ----------- | ------ | -- | -- | -- | -- | -- | -- | --- | --- | --- | --- | --- | --- | --- | -- | -- | -- | -- | -- | -- | -- | -- | -- | --- | --- | --- | -- | -- | -- | -- | -- | -- | -- | -- | -- |
| Đội ╲ Vòng  | Arouca | 14 | 16 | 12 | 14 | 16 | 14 | 14  | 13  | 14  | 16  | 16  | 17  | 18  | 17 | 18 | 18 | 16 | 15 | 13 | 13 | 12 | 12 | 12  | 13  | 12  | 13 | 13 | 12 | 13 | 12 | 12 | 12 | 12 | 12 |
| AVS         | 8      | 12 | 10 | 12 | 9  | 12 | 10 | 10  | 12  | 13  | 13  | 14  | 15  | 14  | 15 | 14 | 15 | 17 | 15 | 15 | 15 | 16 | 16 | 14  | 16  | 16  | 16 | 16 | 16 | 16 | 16 | 17 | 16 | 16 |    |
| Benfica     | 16     | 8  | 6  | 7  | 5  | 3  | 3  | 3a  | 3a  | 3a  | 3a  | 3a  | 2a  | 3a  | 1  | 3  | 3  | 2  | 2  | 2  | 2  | 2  | 2  | 2a  | 2a  | 2a  | 2  | 1  | 2  | 2  | 2  | 2  | 2  | 2  |    |
| Boavista    | 6      | 9  | 11 | 11 | 13 | 15 | 16 | 14  | 15  | 11  | 14  | 12  | 14  | 16  | 17 | 17 | 18 | 18 | 18 | 18 | 18 | 18 | 18 | 18  | 18  | 18  | 18 | 18 | 18 | 17 | 17 | 16 | 18 | 18 |    |
| Braga       | 11     | 6  | 4  | 6  | 7  | 7  | 5  | 6   | 5   | 4   | 5   | 5   | 5   | 5   | 4  | 5  | 4  | 4  | 4  | 4  | 4  | 4  | 4  | 4   | 4   | 4   | 4  | 3  | 3  | 3  | 3  | 4  | 4  | 4  |    |
| Casa Pia    | 13     | 18 | 17 | 15 | 11 | 10 | 9  | 11  | 9   | 9   | 9   | 10  | 10  | 9   | 7  | 7  | 7  | 6  | 6  | 6  | 6  | 6  | 6  | 6   | 7   | 7   | 7  | 8  | 8  | 8  | 9  | 8  | 7  | 9  |    |
| Estoril     | 17     | 17 | 14 | 16 | 14 | 13 | 13 | 15  | 11  | 12  | 12  | 11  | 11  | 12  | 13 | 13 | 12 | 10 | 8  | 8  | 8  | 8  | 7  | 8   | 8   | 8   | 9  | 9  | 9  | 9  | 8  | 9  | 9  | 8  |    |
| Estrela     | 10     | 13 | 15 | 17 | 17 | 17 | 15 | 16  | 16  | 17  | 15  | 15  | 13  | 15  | 12 | 12 | 13 | 14 | 16 | 16 | 16 | 15 | 15 | 16  | 15  | 15  | 15 | 15 | 15 | 15 | 15 | 15 | 15 | 15 |    |
| Famalicão   | 4      | 2  | 3  | 2  | 4  | 6  | 7  | 7   | 8   | 7   | 7   | 7   | 8   | 8   | 9  | 9  | 9  | 11 | 12 | 9  | 9  | 9  | 9  | 9   | 9   | 9   | 8  | 7  | 7  | 7  | 7  | 7  | 8  | 7  |    |
| Farense     | 12     | 15 | 18 | 18 | 18 | 18 | 18 | 18  | 18  | 18  | 18  | 18  | 17  | 18  | 16 | 16 | 17 | 16 | 17 | 17 | 17 | 17 | 17 | 17  | 17  | 17  | 17 | 17 | 17 | 18 | 18 | 18 | 17 | 17 |    |
| Gil Vicente | 18     | 10 | 9  | 10 | 10 | 9  | 11 | 9   | 10  | 10  | 11  | 13  | 12  | 10  | 10 | 11 | 11 | 9  | 11 | 12 | 13 | 14 | 14 | 15a | 14a | 14a | 14 | 14 | 14 | 14 | 14 | 14 | 14 | 13 |    |
| Moreirense  | 5      | 4  | 7  | 8  | 8  | 8  | 8  | 8   | 7   | 8   | 8   | 8   | 7   | 7   | 8  | 8  | 8  | 8  | 10 | 11 | 11 | 11 | 11 | 11  | 11  | 10  | 10 | 10 | 10 | 10 | 10 | 11 | 11 | 10 |    |
| Nacional    | 9      | 14 | 16 | 13 | 15 | 16 | 17 | 17a | 17a | 15a | 17a | 16a | 16a | 13a | 14 | 15 | 14 | 13 | 14 | 14 | 14 | 13 | 13 | 12  | 13  | 11  | 11 | 11 | 12 | 13 | 11 | 13 | 13 | 14 |    |
| Porto       | 2      | 3  | 2  | 3  | 2  | 2  | 2  | 2   | 2   | 2   | 2   | 2   | 3   | 2   | 3  | 2  | 2  | 3  | 3  | 3  | 3  | 3  | 3  | 3   | 3   | 3   | 3  | 4  | 4  | 4  | 4  | 3  | 3  | 3  |    |
| Rio Ave     | 15     | 11 | 13 | 9  | 12 | 11 | 12 | 12  | 13  | 14  | 10  | 9   | 9   | 11  | 11 | 10 | 10 | 12 | 9  | 10 | 10 | 10 | 10 | 10  | 10  | 12  | 12 | 13 | 11 | 11 | 13 | 10 | 10 | 11 |    |
| Santa Clara | 1      | 7  | 5  | 4  | 6  | 4  | 4  | 4   | 4   | 6   | 4   | 4   | 4   | 4   | 5  | 4  | 5  | 5  | 5  | 5  | 5  | 5  | 5  | 5   | 5   | 5   | 5  | 5  | 6  | 6  | 6  | 6  | 6  | 5  |    |
| Sporting CP | 3      | 1  | 1  | 1  | 1  | 1  | 1  | 1   | 1   | 1   | 1   | 1   | 1   | 1   | 2  | 1  | 1  | 1  | 1  | 1  | 1  | 1  | 1  | 1   | 1   | 1   | 1  | 2  | 1  | 1  | 1  | 1  | 1  | 1  |    |
| Vitória     | 7      | 5  | 8  | 5  | 3  | 5  | 6  | 5   | 6   | 5   | 6   | 6   | 6   | 6   | 6  | 6  | 6  | 7  | 7  | 7  | 7  | 7  | 8  | 7   | 6   | 6   | 6  | 6  | 5  | 5  | 5  | 5  | 5  | 6  |    |

## Kết quả

### Tỷ số
| Nhà \ Khách          | ARO | AVS | BEN | BOA | BRA | CAS | EST | AMA | FAM | FAR | GIL | MOR | NAC | POR | RAV | STA | SPO | VSC |
| -------------------- | --- | --- | --- | --- | --- | --- | --- | --- | --- | --- | --- | --- | --- | --- | --- | --- | --- | --- |
| Arouca               | —   | 1–1 | 0–2 | 4–1 | 1–2 | 0–0 | 1–1 | 1–0 | 1–2 | 2–2 | 1–1 | 1–0 | 1–0 | 0–2 | 1–1 | 1–0 | 0–3 | 0–1 |
| AVS                  | 0–1 | —   | 1–1 | 1–2 | 0–1 | 1–1 | 0–3 | 1–1 | 2–3 | 0–0 | 1–0 | 0–3 | 1–1 | 0–5 | 1–0 | 1–2 | 2–2 | 1–0 |
| Benfica              | 2–2 | 6–0 | —   | 3–0 | 1–2 | 3–0 | 3–0 | 1–0 | 4–0 | 3–2 | 5–1 | 3–2 | 3–0 | 4–1 | 5–0 | 4–1 | 1–1 | 1–0 |
| Boavista             | 1–3 | 0–0 | 0–3 | —   | 0–1 | 2–3 | 0–0 | 0–1 | 0–2 | 1–1 | 1–3 | 0–2 | 0–1 | 1–2 | 0–2 | 1–0 | 0–5 | 1–2 |
| Braga                | 2–1 | 4–1 | 1–1 | 3–0 | —   | 1–2 | 2–2 | 1–1 | 3–3 | 2–0 | 2–0 | 3–1 | 1–0 | 1–0 | 4–0 | 1–1 | 2–4 | 0–2 |
| Casa Pia             | 3–1 | 1–1 | 3–1 | 0–1 | 2–1 | —   | 1–3 | 1–0 | 1–1 | 1–1 | 1–0 | 3–1 | 1–0 | 0–1 | 2–1 | 0–2 | 1–3 | 1–1 |
| Estoril              | 4–1 | 0–0 | 1–2 | 2–1 | 0–2 | 0–2 | —   | 4–0 | 2–1 | 2–2 | 0–0 | 2–2 | 1–0 | 1–2 | 2–1 | 1–4 | 0–3 | 1–0 |
| Estrela da Amadora   | 2–1 | 0–1 | 2–3 | 2–2 | 0–1 | 0–1 | 2–4 | —   | 0–3 | 0–1 | 1–1 | 2–1 | 2–0 | 2–0 | 1–0 | 0–0 | 0–3 | 2–2 |
| Famalicão            | 0–0 | 4–1 | 2–0 | 1–0 | 1–1 | 2–1 | 3–0 | 0–0 | —   | 1–2 | 1–1 | 2–0 | 0–0 | 1–1 | 1–0 | 1–2 | 0–3 | 0–0 |
| Farense              | 0–1 | 0–1 | 1–2 | 0–1 | 0–1 | 0–0 | 1–0 | 1–0 | 2–1 | —   | 0–1 | 1–2 | 0–2 | 0–1 | 1–2 | 1–2 | 0–5 | 2–2 |
| Gil Vicente          | 1–1 | 4–2 | 0–3 | 1–2 | 0–0 | 1–1 | 1–2 | 3–0 | 0–2 | 1–0 | —   | 0–1 | 2–1 | 3–1 | 1–1 | 0–1 | 0–0 | 0–1 |
| Moreirense           | 3–1 | 1–1 | 1–1 | 1–0 | 1–2 | 3–2 | 2–2 | 1–1 | 0–0 | 0–0 | 3–2 | —   | 1–1 | 0–3 | 0–2 | 1–0 | 2–1 | 2–2 |
| Nacional             | 1–2 | 3–1 | 0–2 | 0–0 | 0–3 | 3–1 | 2–2 | 0–1 | 2–1 | 2–0 | 0–3 | 1–0 | —   | 2–0 | 3–3 | 2–0 | 1–6 | 1–2 |
| Porto                | 4–0 | 2–0 | 1–4 | 4–0 | 2–1 | 2–0 | 4–0 | 2–0 | 2–1 | 2–1 | 3–0 | 3–1 | 3–0 | —   | 2–0 | 1–1 | 1–1 | 1–1 |
| Rio Ave              | 1–0 | 1–1 | 2–3 | 0–2 | 2–1 | 2–2 | 2–2 | 2–0 | 1–1 | 1–0 | 1–1 | 3–2 | 2–1 | 2–2 | —   | 1–1 | 0–3 | 2–2 |
| Santa Clara          | 2–0 | 2–1 | 0–1 | 1–0 | 0–2 | 2–1 | 2–3 | 1–0 | 2–1 | 0–0 | 2–1 | 1–1 | 1–0 | 0–2 | 1–0 | —   | 0–1 | 1–0 |
| Sporting CP          | 2–2 | 3–0 | 1–0 | 3–2 | 1–1 | 2–0 | 3–1 | 5–1 | 3–1 | 3–1 | 2–1 | 3–1 | 2–0 | 2–0 | 3–1 | 0–1 | —   | 2–0 |
| Vitória de Guimarães | 2–2 | 2–0 | 0–3 | 2–2 | 0–0 | 1–0 | 1–0 | 2–0 | 2–1 | 1–2 | 4–0 | 1–0 | 2–2 | 0–3 | 3–0 | 2–0 | 4–4 | —   |

### Bảng thắng bại
- T = Thắng, H = Hòa, B = Bại
- () = Trận đấu bị hoãn
- (T), (H), (B) = Trận đấu bù và kết quả; Trận đấu bù được ghi trong cột nào, ví dụ cột số 14 có nghĩa là đã thi đấu sau vòng 14 và trước vòng 15

| Đội \ Vòng  | 1 | 2 | 3 | 4 | 5 | 6 | 7 | 8  | 9 | 10 | 11 | 12 | 13 | 14    | 15 | 16 | 17 | Đội         | 18 | 19 | 20 | 21 | 22 | 23 | 24 | 25 | 26    | 27 | 28 | 29 | 30 | 31 | 32 | 33 | 34 | Đội         |
| ----------- | - | - | - | - | - | - | - | -- | - | -- | -- | -- | -- | ----- | -- | -- | -- | ----------- | -- | -- | -- | -- | -- | -- | -- | -- | ----- | -- | -- | -- | -- | -- | -- | -- | -- | ----------- |
| Arouca      | B | B | T | B | B | T | B | H  | B | B  | H  | B  | B  | T     | B  | H  | T  | Arouca      | H  | T  | T  | H  | H  | H  | B  | T  | H     | B  | B  | H  | T  | B  | H  | H  | T  | Arouca      |
| AVS         | H | B | T | B | T | B | H | H  | B | B  | H  | B  | H  | H     | H  | H  | H  | AVS         | B  | T  | B  | B  | H  | H  | T  | B  | B     | B  | B  | B  | H  | B  | B  | T  | B  | AVS         |
| Benfica     | B | T | T | H | T | T | T | () | T | T  | T  | T  | T  | H (T) | T  | B  | B  | Benfica     | T  | B  | T  | T  | T  | T  | () | T  | T (T) | T  | T  | H  | T  | T  | T  | H  | H  | Benfica     |
| Boavista    | T | B | B | H | H | B | B | H  | B | T  | B  | H  | H  | B     | H  | B  | B  | Boavista    | B  | B  | B  | B  | B  | B  | T  | B  | B     | B  | T  | B  | T  | B  | T  | B  | B  | Boavista    |
| Braga       | H | T | T | H | B | T | T | B  | T | T  | B  | T  | H  | H     | T  | B  | T  | Braga       | T  | T  | T  | T  | H  | T  | B  | T  | T     | T  | H  | T  | T  | H  | H  | B  | H  | Braga       |
| Casa Pia    | B | B | B | T | T | H | H | B  | T | H  | H  | B  | H  | T     | T  | T  | H  | Casa Pia    | T  | T  | B  | T  | B  | T  | B  | B  | B     | T  | H  | B  | H  | B  | H  | T  | B  | Casa Pia    |
| Estoril     | B | B | H | H | T | H | B | B  | T | B  | H  | T  | H  | B     | B  | H  | T  | Estoril     | T  | T  | T  | T  | H  | T  | B  | H  | H     | B  | T  | B  | B  | T  | B  | H  | T  | Estoril     |
| Estrela     | H | B | B | B | H | B | T | B  | H | B  | T  | B  | T  | B     | T  | H  | B  | Estrela     | B  | H  | B  | B  | T  | H  | H  | H  | B     | B  | T  | B  | B  | T  | B  | B  | B  | Estrela     |
| Famalicão   | T | T | T | B | H | H | H | H  | B | T  | H  | B  | H  | H     | B  | B  | H  | Famalicão   | B  | H  | T  | H  | T  | T  | B  | T  | B     | T  | T  | T  | B  | H  | B  | B  | T  | Famalicão   |
| Farense     | B | B | B | B | B | B | H | T  | B | B  | H  | T  | H  | B     | T  | H  | H  | Farense     | H  | B  | B  | B  | B  | H  | B  | H  | B     | B  | H  | T  | B  | B  | T  | T  | B  | Farense     |
| Gil Vicente | B | T | H | H | H | H | B | T  | B | B  | B  | B  | T  | T     | H  | H  | H  | Gil Vicente | T  | B  | B  | B  | B  | B  | () | H  | B (B) | T  | B  | B  | T  | T  | B  | H  | H  | Gil Vicente |
| Moreirense  | T | T | B | H | B | H | B | T  | T | B  | T  | B  | T  | B     | B  | H  | H  | Moreirense  | H  | B  | B  | B  | T  | B  | H  | H  | T     | H  | T  | B  | B  | H  | B  | H  | T  | Moreirense  |
| Nacional    | H | B | B | T | B | B | H | () | B | T  | B  | H  | B  | T (B) | H  | B  | T  | Nacional    | T  | B  | B  | T  | H  | B  | T  | B  | T     | B  | B  | T  | B  | H  | B  | H  | B  | Nacional    |
| Porto       | T | T | T | B | T | T | T | T  | T | T  | B  | T  | H  | T     | T  | T  | B  | Porto       | B  | H  | H  | H  | T  | H  | T  | B  | T     | T  | B  | T  | T  | B  | T  | T  | T  | Porto       |
| Rio Ave     | B | T | B | T | B | H | B | H  | B | H  | T  | T  | B  | H     | B  | T  | H  | Rio Ave     | B  | T  | H  | H  | H  | B  | T  | B  | B     | B  | B  | T  | H  | B  | T  | H  | H  | Rio Ave     |
| Santa Clara | T | B | T | T | B | T | T | B  | T | B  | T  | T  | T  | B     | B  | T  | H  | Santa Clara | B  | H  | T  | T  | B  | H  | B  | H  | T     | T  | B  | B  | H  | T  | H  | T  | T  | Santa Clara |
| Sporting CP | T | T | T | T | T | T | T | T  | T | T  | T  | B  | B  | T     | H  | T  | H  | Sporting CP | T  | T  | T  | H  | H  | H  | T  | T  | T     | T  | H  | T  | T  | T  | T  | H  | T  | Sporting CP |
| Vitória     | T | T | B | T | T | B | H | H  | H | T  | B  | T  | B  | H     | H  | H  | H  | Vitória     | H  | B  | T  | H  | H  | H  | T  | T  | T     | H  | T  | T  | B  | T  | T  | B  | B  | Vitória     |
| Đội \ Vòng  | 1 | 2 | 3 | 4 | 5 | 6 | 7 | 8  | 9 | 10 | 11 | 12 | 13 | 14    | 15 | 16 | 17 | Đội         | 18 | 19 | 20 | 21 | 22 | 23 | 24 | 25 | 26    | 27 | 28 | 29 | 30 | 31 | 32 | 33 | 34 | Đội         |

## Play-off trụ hạng/thăng hạng
Trận play-off trụ hạng/thăng hạng sẽ diễn ra giữa AVS, đội đứng thứ 16 tại Primeira Liga, và Vizela, đội đứng thứ 3 tại Liga 2 Bồ Đào Nha.
Tất cả thời gian theo giờ mùa hè Tây Âu WEST (UTC+1).

| Đội 1 | TTS | Đội 2  | Lượt đi | Lượt về |
| ----- | --- | ------ | ------- | ------- |
| AVS   |     | Vizela | 3–0     | 1/6     |

| AVS                                        | 3–0 | Vizela |
| ------------------------------------------ | --- | ------ |
| - Assuncao 62' (ph.đ.) - Akinsola 67', 70' |     |        |

| Vizela                                      | 2–2 | AVS                           |
| ------------------------------------------- | --- | ----------------------------- |
| - Fonseca 14' (l.n.) - Mörschel 77' (ph.đ.) |     | - Akinsola 38' - Assuncao 64' |

AVS thắng với tổng tỷ số 5–2 và trụ hạng thành công.

## Thống kê

### Ghi bàn hàng đầu
| Hạng | Cầu thủ           | Câu lạc bộ  | Bàn thắng |
| ---- | ----------------- | ----------- | --------- |
| 1    | Viktor Gyökeres   | Sporting CP | 39        |
| 2    | Vangelis Pavlidis | Benfica     | 19        |
| 2    | Samu Omorodion    | Porto       | 19        |
| 4    | Clayton           | Rio Ave     | 14        |
| 5    | Alejandro Marqués | Estoril     | 11        |
| 5    | Yanis Begraoui    | Estoril     | 11        |
| 5    | Kerem Aktürkoğlu  | Benfica     | 11        |
| 5    | Ricardo Horta     | Braga       | 11        |
| 9    | Rodrigo Mora      | Porto       | 10        |
| 9    | Cassiano          | Casa Pia    | 10        |
| 11   | Óscar Aranda      | Famalicão   | 9         |
| 11   | Félix Correia     | Gil Vicente | 9         |
| 11   | Francisco Trincão | Sporting    | 9         |
| 14   | Galeno            | Porto       | 8         |
| 14   | Ángel Di María    | Benfica     | 8         |
| 14   | Bruma             | Benfica     | 8         |
| 14   | Sorriso           | Famalicão   | 8         |
| 14   | Vinícius Lopes    | Santa Clara | 8         |

#### Hat-trick
- H (= Home): Sân nhà
- A (= Away): Sân khách
- (4) : Ghi được 4 bàn thắng

| Stt | Cầu thủ            | Câu lạc bộ  | Đối đầu với          | Tỷ số   | Thời gian          |
| --- | ------------------ | ----------- | -------------------- | ------- | ------------------ |
| 1   | Kanya Fujimoto     | Gil Vicente | AVS                  | 4–2 (H) | Vòng 2, 16/8/2024  |
| 2   | Viktor Gyökeres    | Sporting CP | Farense              | 5–0 (A) | Vòng 3, 23/8/2024  |
| 3   | Kerem Aktürkoğlu   | Benfica     | Rio Ave              | 5–0 (H) | Vòng 9, 27/10/2024 |
| 4   | Samu Omorodion     | Porto       | AVS                  | 5–0 (A) | Vòng 9, 28/10/2024 |
| 5   | Viktor Gyökeres(4) | Sporting CP | Estrela da Amadora   | 5–1 (H) | Vòng 10, 1/11/2024 |
| 6   | Viktor Gyökeres    | Sporting CP | Vitória de Guimarães | 4–4 (A) | Vòng 17, 3/1/2025  |
| 7   | Leandro Barreiro   | Benfica     | Famalicão            | 4–0 (H) | Vòng 18, 17/1/2025 |
| 8   | Alan               | Moreirense  | Casa Pia             | 3–2 (H) | Vòng 22, 15/2/2025 |
| 9   | Pablo              | Gil Vicente | Boavista             | 3–1 (A) | Vòng 27, 1/4/2025  |
| 10  | André Lacximicant  | Estoril     | AVS                  | 3–0 (A) | Vòng 28, 4/4/2025  |
| 11  | Vangelis Pavlidis  | Benfica     | Porto                | 4–1 (A) | Vòng 28, 6/4/2025  |
| 12  | Viktor Gyökeres    | Sporting CP | Moreirense           | 3–1 (H) | Vòng 30, 18/4/2025 |
| 13  | Viktor Gyökeres(4) | Sporting CP | Boavista             | 5–0 (A) | Vòng 31, 27/4/2025 |
| 14  | Yanis Begraoui     | Estoril     | Estrela da Amadora   | 4–0 (H) | Vòng 34, 17/5/2025 |

### Kiến tạo hàng đầu
| Hạng | Cầu thủ           | Câu lạc bộ  | Kiến tạo |
| ---- | ----------------- | ----------- | -------- |
| 1    | Francisco Trincão | Sporting CP | 12       |
| 2    | Kerem Aktürkoğlu  | Benfica     | 10       |
| 3    | Viktor Gyökeres   | Sporting CP | 9        |
| 4    | Bruma             | Benfica     | 7        |
| 4    | Vangelis Pavlidis | Benfica     | 7        |
| 4    | Orkun Kökcü       | Benfica     | 7        |
| 4    | Francisco Moura   | Porto       | 7        |
| 8    | Martim Fernandes  | Porto       | 6        |
| 8    | Ángel Di María    | Benfica     | 6        |
| 8    | Fredrik Aursnes   | Benfica     | 6        |
| 8    | Gustavo Sá        | Famalicão   | 6        |
| 8    | Alan              | Moreirense  | 6        |

### Số trận giữ sạch lưới
| Hạng | Cầu thủ         | Câu lạc bộ           | Số trận thi đấu | Số trận sạch lưới | Tỷ lệ |
| ---- | --------------- | -------------------- | --------------- | ----------------- | ----- |
| 1    | Diogo Costa     | Porto                | 32              | 16                | 50%   |
| 2    | Bruno Varela    | Vitória de Guimarães | 34              | 13                | 38%   |
| 3    | Anatoliy Trubin | Benfica              | 32              | 13                | 41%   |
| 4    | Gabriel Batista | Santa Clara          | 34              | 11                | 32%   |
| 5    | Lukáš Horníček  | Braga                | 17              | 8                 | 47%   |
| 6    | Lucas França    | Nacional             | 33              | 8                 | 24%   |

### Kỷ luật

#### Cầu thủ[30]
- Nhận nhiều thẻ vàng nhất: 13 thẻ
  -  Alan Ruiz (Estrela da Amadora)
  -  Jaume Grau (AVS)
- Nhận nhiều thẻ đỏ nhất: 1 thẻ

#### Câu lạc bộ[32]
- Nhận nhiều thẻ vàng nhất: 113 thẻ
  - Santa Clara
- Nhận ít thẻ vàng nhất: 64 thẻ
  - Braga
- Nhận nhiều thẻ đỏ nhất: 10 thẻ
  - Boavista
- Nhận ít thẻ đỏ nhất: 0 thẻ
  - Benfica

## Giải thưởng

### Giải thưởng hàng tháng
| Tháng             | Cầu thủ của tháng | Cầu thủ của tháng | Thủ môn của tháng | Thủ môn của tháng    | Hậu vệ của tháng | Hậu vệ của tháng     | Tiền vệ của tháng | Tiền vệ của tháng | Tiền đạo của tháng | Tiền đạo của tháng | HLV của tháng | HLV của tháng | Bàn thắng của tháng | Bàn thắng của tháng  |
| Tháng             | Cầu thủ           | Đội               | Cầu thủ           | Đội                  | Cầu thủ          | Đội                  | Cầu thủ           | Đội               | Cầu thủ            | Đội                | HLV           | Đội           | Cầu thủ             | Đội                  |
| ----------------- | ----------------- | ----------------- | ----------------- | -------------------- | ---------------- | -------------------- | ----------------- | ----------------- | ------------------ | ------------------ | ------------- | ------------- | ------------------- | -------------------- |
| Tháng 8           | Viktor Gyökeres   | Sporting          | Bruno Varela      | Vitória de Guimarães | Francisco Moura  | Famalicão            | Pedro Gonçalves   | Sporting          | Viktor Gyökeres    | Sporting           | Rúben Amorim  | Sporting      | Gustavo Sá          | Famalicão            |
| Tháng 9/ Tháng 10 | Kerem Aktürkoğlu  | Benfica           | Diogo Costa       | Porto                | Francisco Moura  | Porto                | Kanya Fujimoto    | Gil Vicente       | Kerem Aktürkoğlu   | Benfica            | Rúben Amorim  | Sporting      | Nuno Santos         | Vitória de Guimarães |
| Tháng 11          | Ángel Di María    | Benfica           | Gabriel Batista   | Santa Clara          | Tomás Araújo     | Benfica              | Morten Hjulmand   | Sporting          | Ángel Di María     | Benfica            | Bruno Lage    | Benfica       | Elves Baldé         | Farense              |
| Tháng 12          | Samu Aghehowa     | Porto             | Patrick Sequeira  | Casa Pia             | Alberto Baio     | Vitória de Guimarães | Nico González     | Porto             | Samu Aghehowa      | Porto              | Vítor Bruno   | Porto         | Miguel Menino       | Farense              |
| Tháng 1           | João Carvalho     | Estoril           | Cezary Miszta     | Rio Ave              | Ousmane Diomande | Sporting             | João Carvalho     | Estoril           | Clayton            | Rio Ave            | Ian Cathro    | Estoril       | Francisco Trincão   | Sporting             |
| Tháng 2           | Vangelis Pavlidis | Benfica           | Lazar Carević     | Famalicão            | Tomás Araújo     | Benfica              | João Carvalho     | Estoril           | Vangelis Pavlidis  | Benfica            | Bruno Lage    | Benfica       | Ricardinho          | Santa Clara          |
| Tháng 3           | Viktor Gyökeres   | Sporting          | Rui Silva         | Sporting             | Álvaro Carreras  | Benfica              | Orkun Kökçü       | Benfica           | Viktor Gyökeres    | Sporting           | Bruno Lage    | Benfica       | Benny               | Moreirense           |
| Tháng 4           | Rodrigo Mora      | Porto             | Rui Silva         | Sporting             | Nicolás Otamendi | Benfica              | Rodrigo Mora      | Porto             | Viktor Gyökeres    | Sporting           | Bruno Lage    | Benfica       | João Mendes         | Vitória de Guimarães |